# پل ادواردز (بازیکن فوتبال، زاده ۱۹۸۰)
پل ادواردز (انگلیسی: Paul Edwards؛ زادهٔ ۱ ژانویهٔ ۱۹۸۰) بازیکن فوتبال اهل بریتانیا است.
از باشگاه‌هایی که در آن بازی کرده‌است می‌توان به باشگاه فوتبال منزفیلد تاون، باشگاه فوتبال دونکستر راورز، باشگاه فوتبال اولدهام اتلتیک، باشگاه فوتبال سوئیندون تاون، باشگاه فوتبال آلترینچام، باشگاه فوتبال بارو، باشگاه فوتبال بلکپول، باشگاه فوتبال اشتون یونایتد، باشگاه فوتبال فلیتوود، باشگاه فوتبال پورت ویل، باشگاه فوتبال ورکسام، و باشگاه فوتبال کرزن اشتون اشاره کرد.